# Festival des bateaux-dragons
Cette page contient des caractères spéciaux ou non latins. S’ils s’affichent mal (▯, ?, etc.), consultez la page d’aide Unicode.
Ne doit pas être confondu avec Dano-je.
Pour les articles homonymes, voir Bateau-dragon.
Le Festival des bateaux-dragons ou Festival du bateau-dragon, parfois appelé la fête du Double Cinq, est un festival chinois marquant l'entrée dans les chaleurs de l'été et commémore la mort de Qu Yuan (屈原). Il a lieu le cinquième jour du cinquième mois lunaire, soit fin mai ou début juin dans le calendrier grégorien. Ce festival a été inscrit en 2009 par l'UNESCO sur la liste représentative du patrimoine culturel immatériel de l’humanité.

## Appellations
En français, les appellations Festival des bateaux-dragons et Festival du bateau-dragon sont habituellement employées pour référer à cet évènement, puisqu'on y pratique des courses de bateaux-dragons (龙舟 / 龍舟, lóngzhōu, « bateau-dragon »). Ces appellations sont celles retenues par les grandes organisations internationales comme l'UNESCO. Cependant, une traduction plus littérale du nom chinois usuel serait fête du Double Cinq, une appellation qui indique que l'évènement se passe le 5e jour du 5e mois (五月初五) du calendrier agricole (农历).
Dans le monde chinois, ce festival s'appelle la fête de duanwu (chinois simplifié : 端午节 ; chinois traditionnel : 端午節 ; pinyin : duānwǔ jíe), abrégé en duānwǔ (端午), en coréen danoje (端午祭/단오제) ou plus souvent abrégé en Dano (端午/단오), en japonais Tango no Sekku (端午の節句), généralement abrégé en Tango (端午), en vietnamien Tết Đoan Ngọ (節端午), qu'on pourrait abréger en Đoan Ngọ, en japonais ryuku, tanwu (端午).
Voici les appellations courantes dans le monde chinois (en conservant la graphie han tant que possible) :
- En chinois traditionnel/simplifié : 端午節/端午节 (duānwǔ jíe), 端陽節/端阳节 (duānyáng jíe), 午日節/午日节 (wǔrì jíe), 五月節/五月节 (wǔyuè jíe, fête du cinquième mois), 五日節/五日节 (wǔrì jíe, fête du cinquième jour), 艾節/艾节 (ài jie, fête de l'armoise), 端五/端五 (duān wǔ, cinq duan)， 重午 (chóngwǔ, encore midi), 重五 (chóngwǔ, encore cinq), 午日 (wǔrì, jour de midi), 夏節/夏节 (xià jíe, fête de l'été), 粽子節/粽子节 (zòngzi jíe, fête des zongzi). Le nom duanwu est composé de duan 端, qui signifie ici "début" et de wu 午, la septième branche terrestre. En effet les jours étaient à l’origine notés en cycle sexagésimal, et les rituels pour se prémunir contre les maladies estivales avaient lieu le premier jour wu (bingwu  丙午) du cinquième mois. C’est seulement à la fin du IIIe siècle que les chiffres furent employés pour numéroter les jours, et 午 fut assimilé à son homophone cinq 五, fixant la date au cinquième jour du mois[2].
- En japonais : 端午 (Tango), 端午の節句 (Tango no Sekku, fête saisonnière de duanwu), 菖蒲の節句 (Shoubu no Sekku, fête saisonnière du jonc odorant), elle est maintenant fêtée le 5 mai du calendrier grégorien et est plus souvent appelé Kodomo no hi (fête des garçons), on y mange également des zongzi, appelés localement chimaki, ou plus spécifiquement akumaki dans la préfecture de Kagoshima[3] ;
- En coréen : 端午 (dano), 수릿날 (Surit-nal, pas de hanja), 天中節 (Cheonjung Jeol, fête du milieu de la journée), 重午節 (Jungo Jeol, fête d'encore midi), 端陽 (soleil de duan), 五月節 (Oweol Jeol, fête du cinquième mois) ;
- En vietnamien : 節端午 (Tết Đoan Ngọ, fête de Duanwu/Đoan Ngọ), 節滅螻蜅 (Tết diệt sâu bọ), 節端陽 (Tết Đoan dương), 節重五 (Tết Trùng Ngũ), 節𢷄螻蜅 (Tết giết sâu bọ), 節重耳 (Tết Trùng Nhĩ), 節𡛤𢆥 (Tết Nửa Năm) ;
- En japonais ryuku : 端午 (tanwu)、グングァチグニチー (dangwagunichii).

## Origines

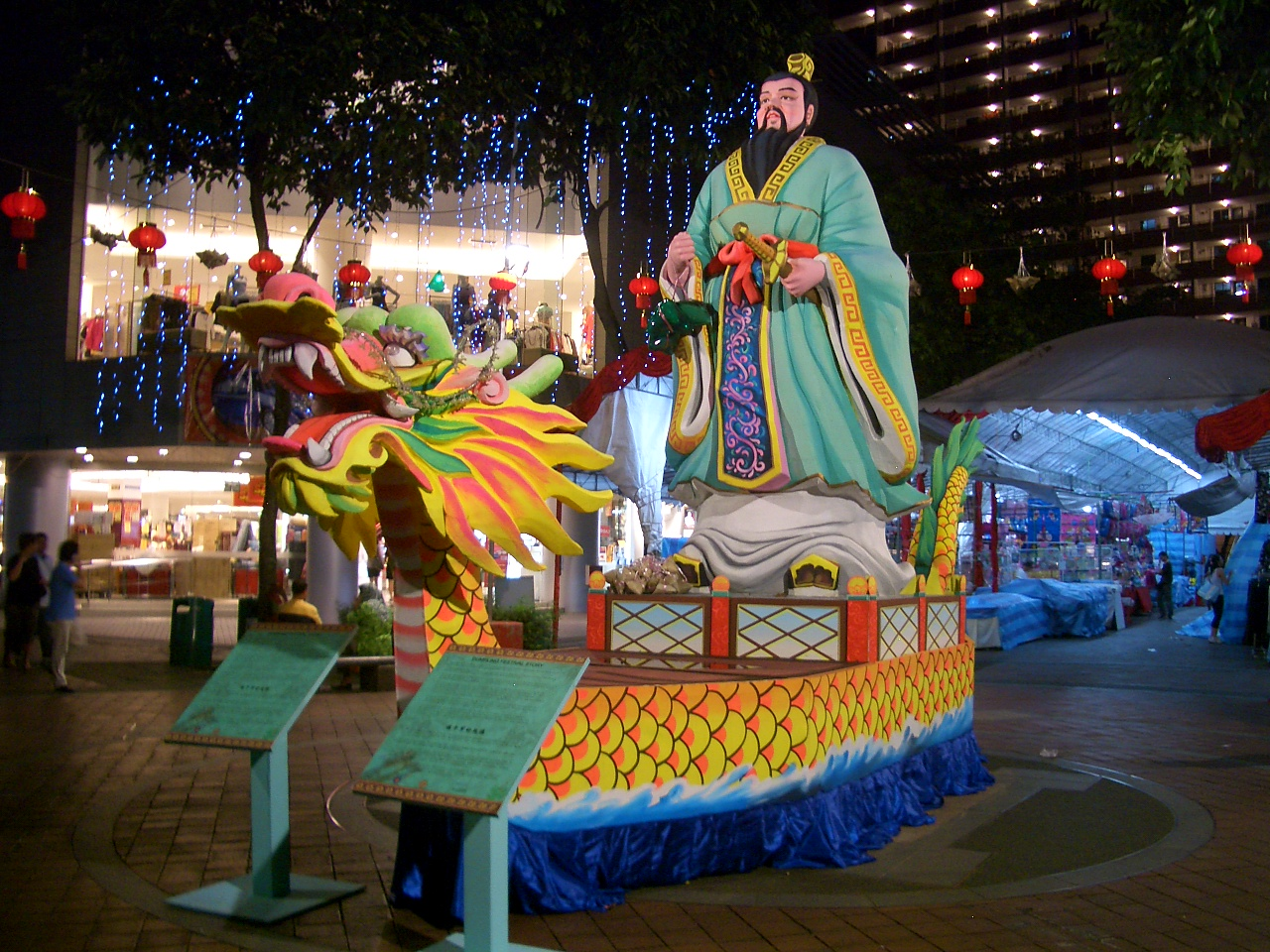
Qu Yuan sur un bateau-dragon, dans le centre de Singapour.

On attribue au poète chinois Qu Yuan (~-340~-290), du royaume de Chu situé au centre de l'actuelle Chine continentale, l'origine de cette fête et des zongzi.
La fête de duanwu commémore en effet la mort du poète Qu Yuan, qui s’est suicidé par noyade dans le Miluo après la défaite d’une guerre fatale du royaume de Chu face au royaume de Qin. Malgré ses nombreux conseils prodigués au roi Huai de Chu pour empêcher la débâcle, ce dernier refusa de l'écouter et l'envoya en exil sur le territoire de l'actuel Yichang. On dit qu'après sa mort, les citoyens voulant protéger son cadavre des poissons jetèrent à l'eau des zongzi, un mets à base de riz gluant farci enveloppé dans une feuille de bambou, mais certaines versions du récit évoquent également des baozi et des œufs de cane.
Son poème Li sao (离骚 / 離騷, lísāo) est considérée comme un joyau de son temps dans la littérature chinoise.

## Courses de bateaux
Ce festival, comme son nom français l'indique, est surtout connu pour ses courses de bateaux-dragons (chinois simplifié : 龙舟大赛 ; chinois traditionnel : 龍舟大赛 ; pinyin : lóngzhōu dàsài ; litt. « Grande compétition des bateaux-dragons »). Ces bateaux, en forme de dragon, sont chacun mus par une équipe de rameurs. La légende qui relate l'origine de cette coutume la fait remonter bien avant l'empire, à l'époque des Royaumes combattants (戰國時代). Un ministre du roi de Chu (楚国 / 楚國), Qu Yuan (qūyuán), poète à ses heures (on connaît effectivement des poèmes qui lui sont attribués), se serait jeté dans la rivière Miluo (汨罗江 / 汨羅江, mìluó jiāng) de dépit de voir ses conseils négligés et son dévouement au pays mis en doute. Il se serait donc noyé, mais pour pouvoir au moins repêcher son cadavre intact, les riverains qui le tenaient en grande estime auraient jeté dans l'eau du riz emballé dans des feuilles de bambou pour tenir en respect les poissons. On mange encore de nos jours ces feuilles de bambou farcies, appelées zongzi (粽子), pour célébrer la fête.

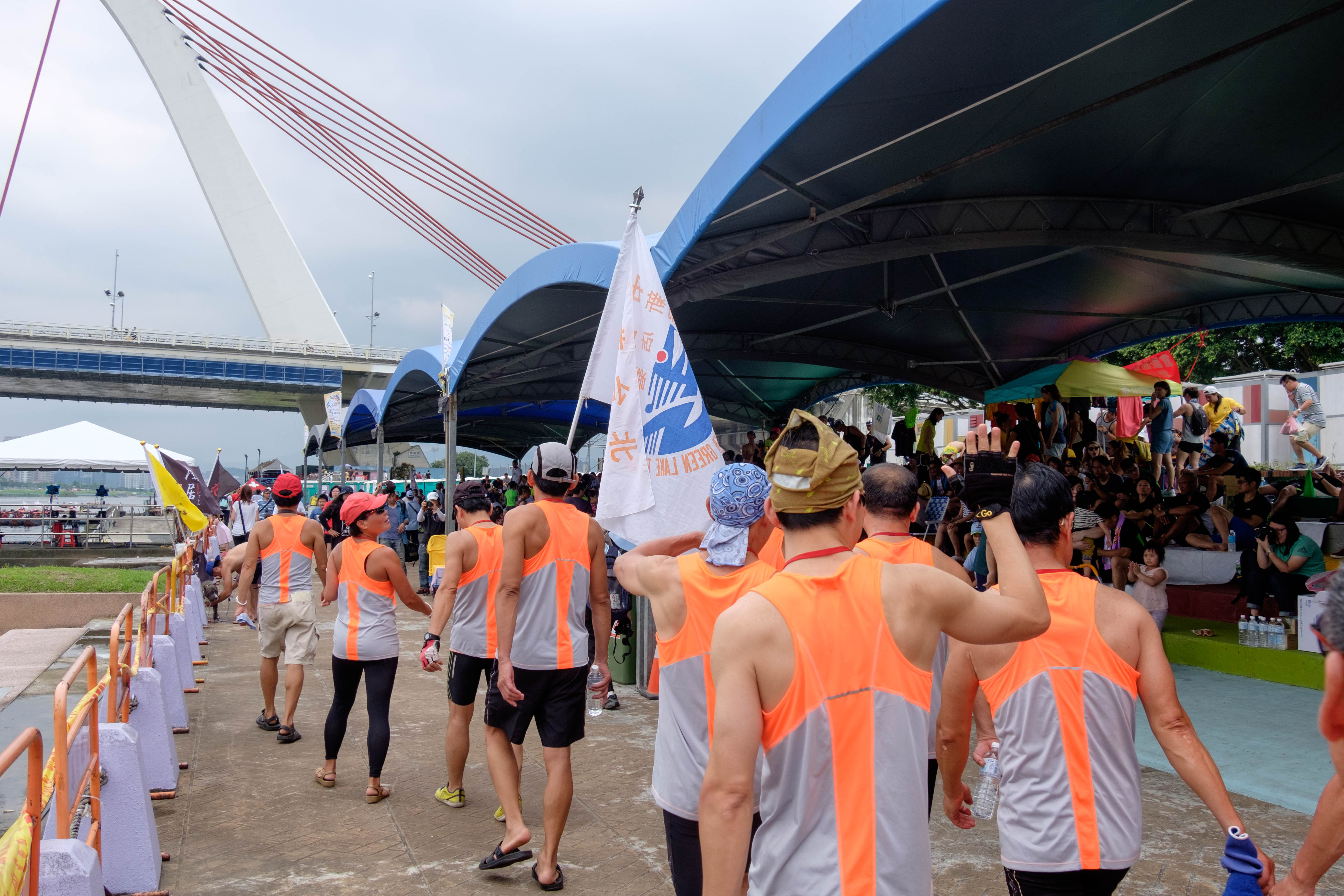
Courses de bateau-dragon au Dajia Riverain Parc à Taipei.

Cette pratique est originaire du Xian de Zhenyuan, dans la province de Guizhou. La culture de ce Xian, est le résultat de la mixité entre la culture de la Plaine centrale, la culture Jingchu et les cultures des minorités qui l'habitent. La culture ainsi créée est appelée Culture du Dragon (龙文化). Le Roi dragon est la divinité adorée par la culture locale et c'est pour cette raison qu'a été créée à cet endroit la Fête des bateaux-dragons.
On pense en général que la légende de Qu Yuan reflète le fait qu'à l'origine la noyade d'un ou de plusieurs participants était requise pour que le rite obtienne le résultat escompté.[réf. nécessaire]

## Pratiques rituelles
Les nombreuses pratiques qui y sont associées ont pour but de conjurer les démons des maladies par :
- la consommation prophylactique de vin soufré (xióng huáng jiǔ, 雄黃酒) — en perte de faveur de nos jours car on a pris conscience qu'il faisait peut-être autant de victimes que les maladies infectieuses qu'il devait éviter ;
- la confection de petits sachets de tissu (xiāng bāo 香包) remplis d'une poudre censée protéger contre les maladies l'enfant qui les porte au cou ;
- la décoration de la porte d'entrée avec des herbes protectrices (菖蒲, chāng pú), et l'armoise artemisia argyi, 艾草, ài cǎo) et l'effigie d'un dieu pourfendeur de démons, Zhōng Kuí.

La tradition veut que ce jour-là, lorsque le soleil arrive au zénith, l'énergie yang (陽) (celle du couple yin-yang qui est associée à la chaleur et à la lumière) atteigne son apogée. C'est, dit-on, le seul moment de l'année où on peut aisément faire tenir un œuf debout sur sa pointe, jeu auquel se sont exercées avec plus ou moins de bonheur des générations d'enfants chinois. L'eau tirée du puits à ce moment précis serait également dotée de vertus magiques.

### Galerie

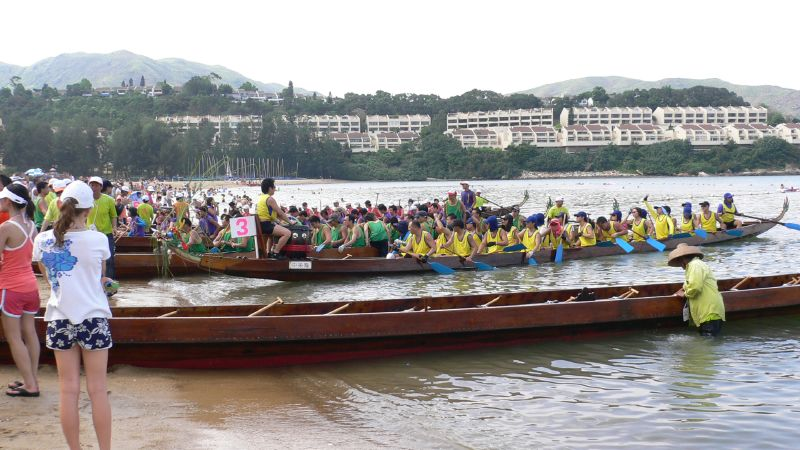
Courses de bateaux-dragons dans Discovery Bay à Hong Kong.
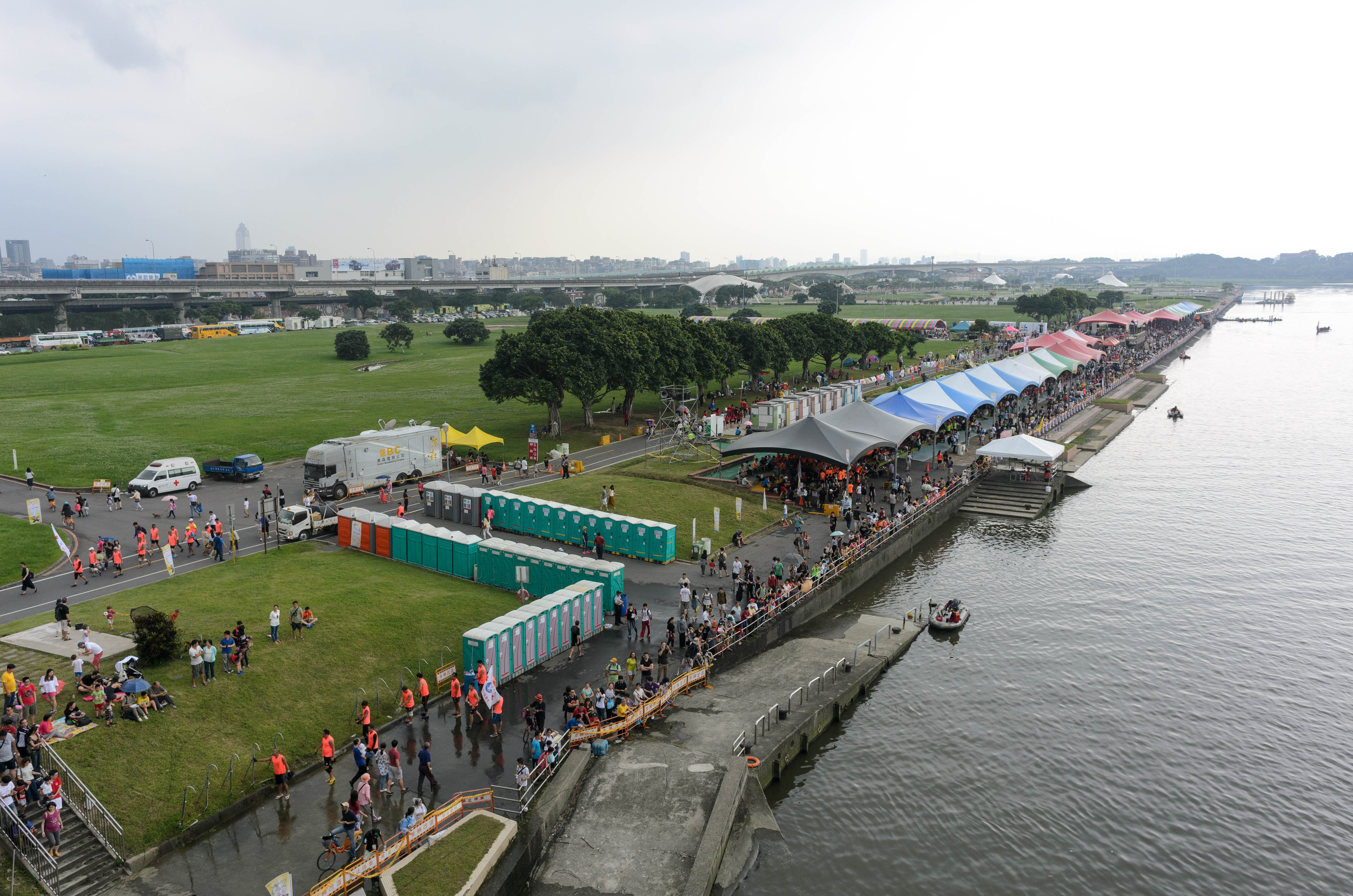
Courses de bateaux-dragons au Dajia Riverain Parc à Taipei.
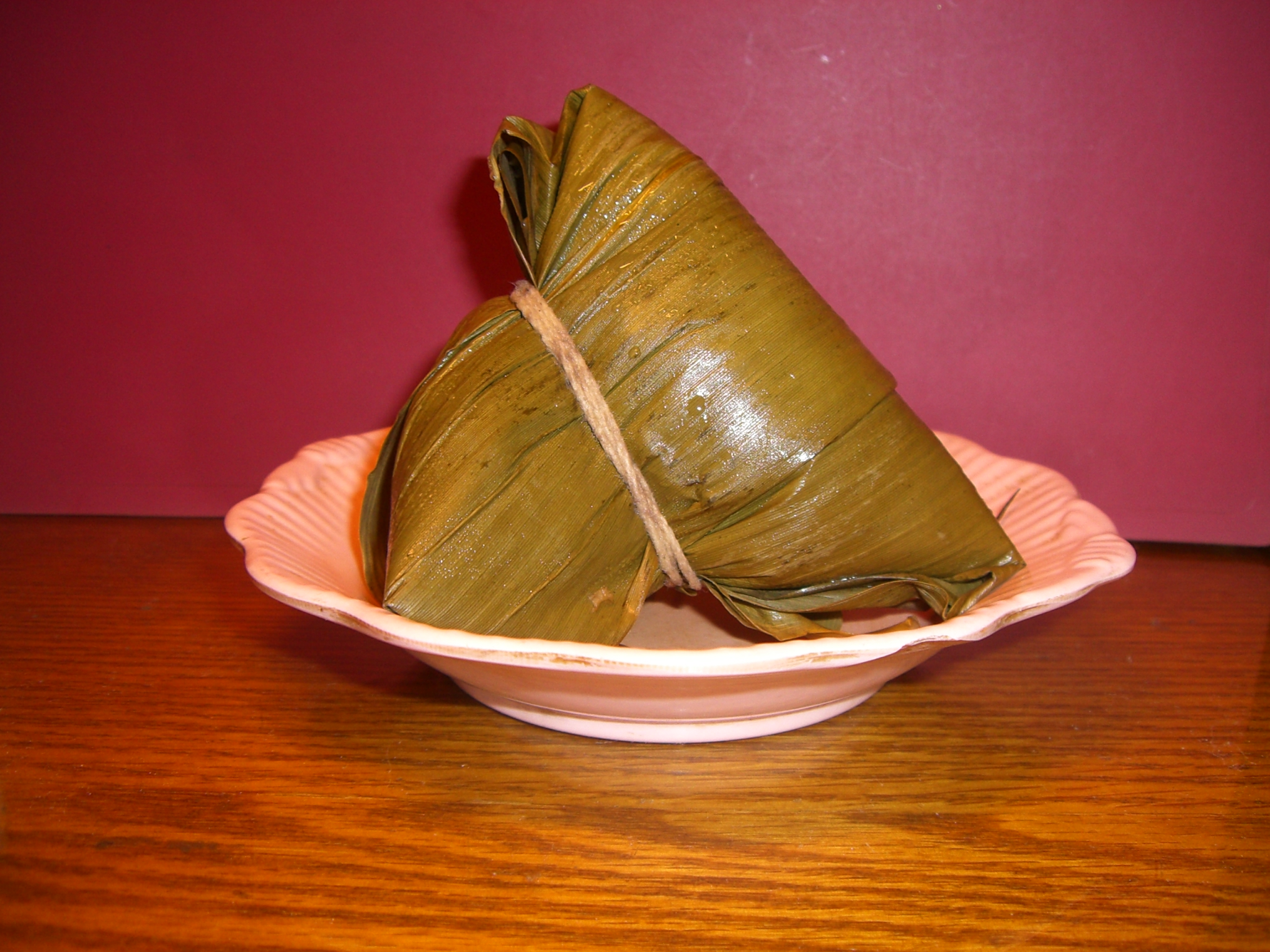
Zongzi, mets fait de riz gluant farci enveloppé de feuilles de bambou, symbolique de ce festival.
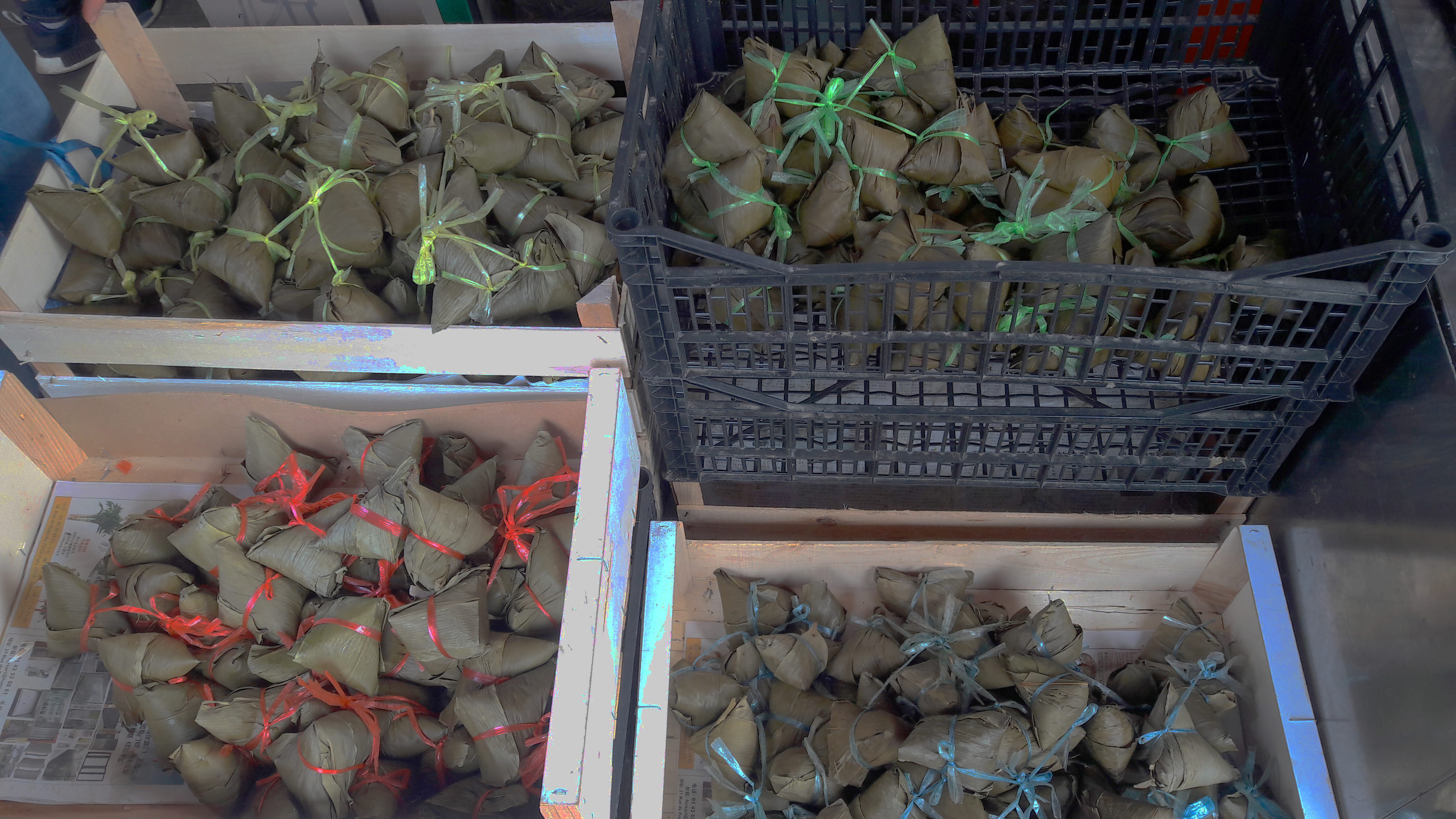
Zongzi vendus dans le quartier chinois de Belleville, à Paris, à la veille du Festival de Dunwu. Les couleurs des ficelles distinguent les parfums.
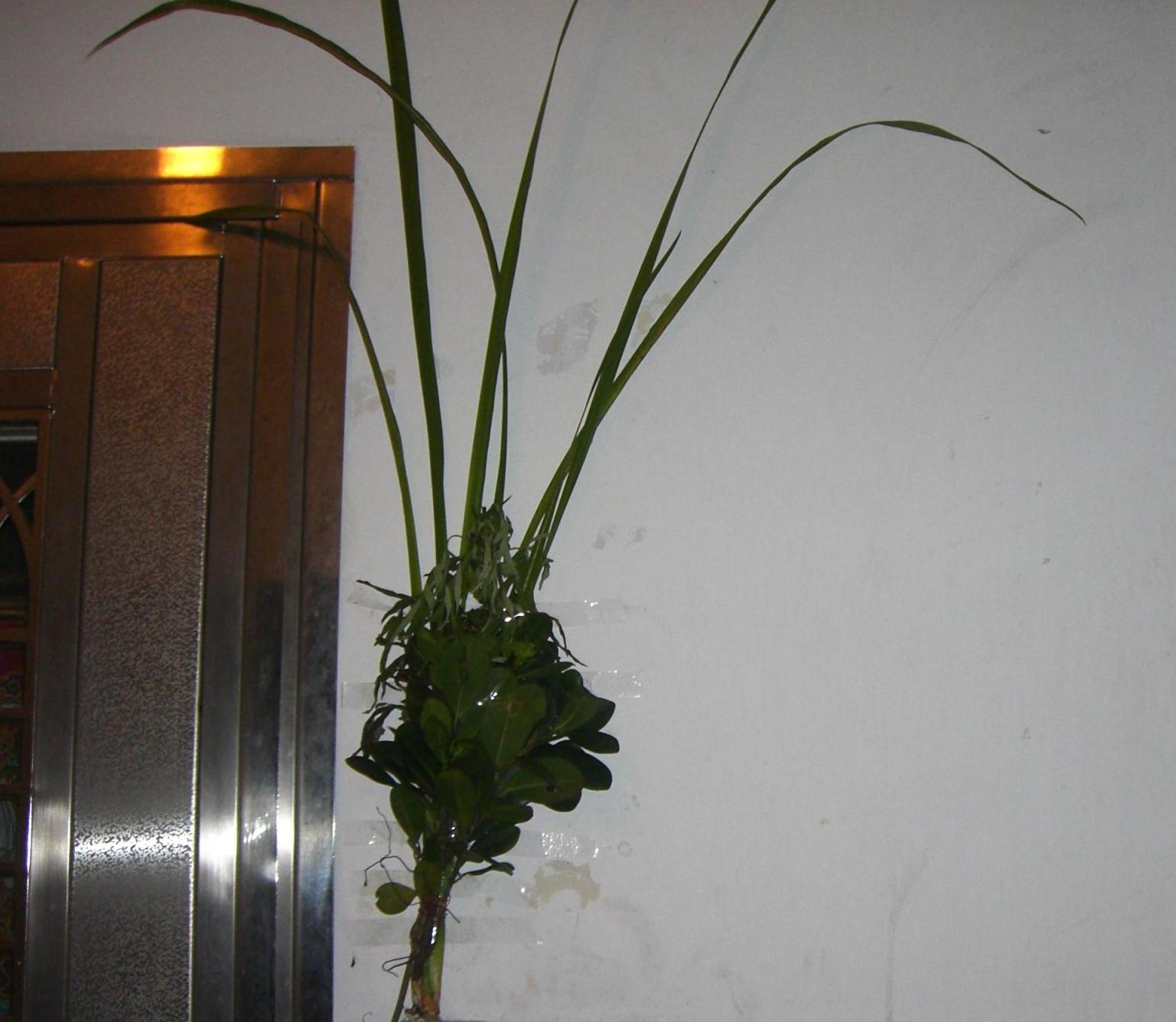
Bouquet d'artemisia argyi (艾草, àicǎo) à la porte tenant à distance démons et maladies.

## Légende du serpent blanc
La Légende du serpent blanc, relatant l'histoire d'un serpent ayant pris forme humaine pour épouser un jeune homme, est également associée à cette fête car les événements les plus dramatiques du récit se déroulent ce jour-là. Des spectacles inspirés de cette légende sont souvent joués le cinquième jour du cinquième mois.